# Mineralrige
Mineralriget (Regnum Minerale) består af det uorganiske, knyttet til sten og jord. Begrebet supplerede tidligere dyreriget og planteriget. I ældre tid inddeltes verden i mineralsk, animalsk, vegetabilsk og æterisk.
I moderne videnskab bruges dette begreb ikke. Og de to riger dyreriget og planteriget er blevet udvidet med flere andre, f.eks. Svampe da det har vist sig at svampe hverken er planter eller dyr, men faktisk nærmere beslægtede med dyr end med planter. Ud over de 5 eller flere riger opdeles det levende nu også i domæner, se Eukaryoter og Domæne.
Mineralia:
- Mineraler – naturligt forekommende kemiske forbindelser, der er faste ved 25 °C..
  - Grundstoffer – mineraler, bestående af ét grundstof.
    - Metaller – f.eks. guld.
    - Metalloider – f.eks. antimon.
    - Ikke-metaller – f.eks. diamant.

  - Sulfater – SO4 m.fl. indgår i mineralet.
    - Sulfater – f.eks. gips.
    - Chromater – f.eks. crocoit.
    - Molybdater – f.eks. wulfenit.
    - Wolframater – f.eks. scheelit.

  - Sulfider – svovlforbindelser m.fl., ikke dækket af ovenstående.
    - Sulfider – f,eks. narreguld.
    - Tellurider – f.eks. sylvanit.
    - Arsenider – f.eks. skutterudit.

  - Karbonater – CO3 m.fl. indgår i mineralet.
    - Karbonater – f.eks. kalcit.
    - Nitrater.
    - Borater – f.eks. boraks.

  - Fosfater – PO4 m.fl. indgår i mineralet.
    - Fosfater – f.eks. apatit.
    - Arsenater – f.eks. annabergit.
    - Vanadater – f.eks. olivenit.

  - Halider – halogenider, udfældet i vand.
    - Klorider – f.eks. køkkensalt.
    - Flouorider – f.eks. flusspat.

  - Silikater – SiO2 indgår i mineralet, 80% af jordskorpen.
    - Nesosilikater – f.eks. olivin.
    - Sorosilikater – f.eks. epidot.
    - Cyclosilikater – f.eks. beryl.
    - Inosilikater – f.eks. amfibol.
    - Phyllosilikater – f.eks. glimmer.
    - Tectosilikater – f.eks. kvarts.

  - Oxider og hydroxider – restgruppe.
    - Oxider – f.eks. hæmatit.
    - Hydroxider – f.eks. goethit.
- Bjergarter – fysisk samling af mineraler.
  - Magmatiske – dannet ved størkning af magma/lava.
    - Sure – f.eks. granit.
    - Intermediære – f.eks. andesit.
    - Basiske – f.eks. basalt.
    - Ultrabasiske – peridotit.

  - Metamorfe – bjergarter omdannet ved højt tryk og eller temperatur, uden opsmeltning.
    - Regional metamorfe – stort, ikke-retningsbestemt tryk, f.eks. gnejs.
    - Dynamisk metamorfe – stort, retningsbestemt tryk, f.eks. skifer.
    - Kontaktmetamorfe – lokal opvarmning, mindre tryk, f.eks. hornfels.
    - Hydrotermalt metamorfe – metasomatose – fluider tilfører og fjerner stoffer.

  - Sedimentære – bjergarter dannet ved sammenkitning ved relativ lav temperatur/tryk.
    - Klastiske – f.eks. sandsten.
    - Kemiske – f.eks. stensalt.
    - Biogene – f.eks. stenkul.

  - Meteoritter
    - Stenmeteoritter.
      - Kulchondritter.

    - Jernmeteoritter.

| Naturvidenskab | Spire Denne naturvidenskabsartikel er en spire som bør udbygges. Du er velkommen til at hjælpe Wikipedia ved at udvide den. |